# 澳大利亚 31-0 美属萨摩亚
2001年4月11日，在2002年韩日世界杯的一场预选赛中，澳大利亚国家足球队跟美属萨摩亚足球代表队在位于考夫斯港的BCU国际体育场舉行的一場賽事。澳大利亚以31:0的比分击败了对手，并且创造了国际比赛最大分差的世界纪录。在比赛中，湯普森独进13球，同样打破了国际比赛中个人单场进球最多的记录。
比赛的结果引发了对世界杯预选赛赛制的争论，汤普森和澳大利亚的主教练都认为应该引进分组初赛来避免这種強弱懸殊的比赛发生。最终，这个意见被国际足联采纳，并于2006年德国世界杯的大洋洲区预选赛开始正式实施。

## 背景
自从1986年起，国际足联开始在大洋洲设立一个单独的预选赛。此前，大洋洲的球队和亚洲的球队一起参加世界杯亚洲区的预选赛。2002年世界杯，一共有10支球队参加了大洋洲区的预选赛。这些球队被分为两个小组，每个小组五支球队。获得小组第一的两支球队将分别在主客场与对方交锋，获胜者将参加与南美区第五名球队的洲际附加赛，最终获胜的一方将参加2002年韩日世界杯。澳大利亚、美属萨摩亚、斐济、萨摩亚以及汤加被分在第一小组。所有的比赛于2001年4月在澳大利亚的考夫斯港举行。
澳大利亚和新西兰被认为是大洋州区最强的球队，只有这两支球队获得过大洋洲国家杯。澳大利亚和新西兰分别在1974年和1982年参加过世界杯正赛。另一方面，美属萨摩亚是世界上最弱的足球代表队之一，从1998年加入国际足联起，他们输掉了所有的正式比赛。比赛之前，澳大利亚在国际足联的排名是第75位，而美属萨摩亚排名203位，是所有成员中排名最低的。
在比赛的两天以前，澳大利亚以22比0的悬殊比分战胜了汤加，打破了原来由科威特保持的国际比赛最大分差记录。在2000年，科威特以20比0战胜了不丹。而美属萨摩亚刚刚经历了两连败，分别是0比13输给斐济以及0比8输给萨摩亚。

## 比赛详情

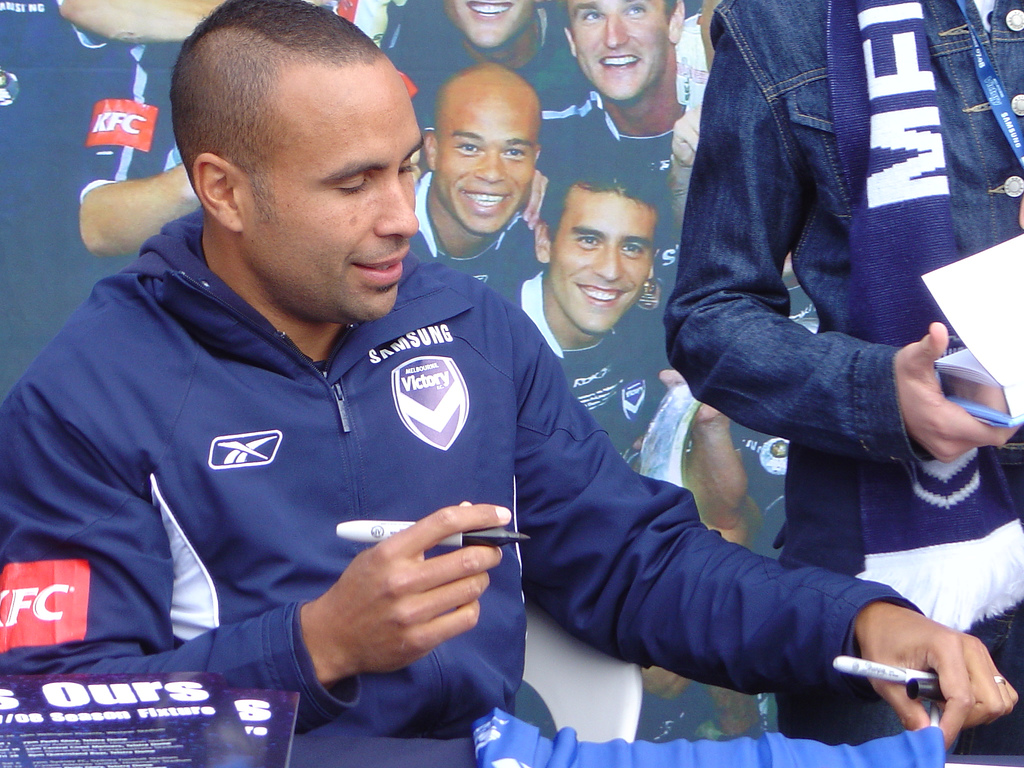
在比赛中打入13粒进球的阿奇·汤普森。

澳大利亚的大部分主力球员并没有在本场比赛中登场亮相，其中包括了在22比0横扫汤加的比赛中联合贡献10球的前锋约翰·阿洛伊西和达米安·莫里。而美属萨摩亚的球员正受到护照问题的困扰，在20名正选球员中只有门将尼基·萨拉普能够参赛。美属萨摩亚在召唤他们的U-20球员代替成年队参加比赛时同样遇到了麻烦，因为当时小球员们正在参加高中考试。因此，美属萨摩亚只能派遣国少队球员参赛，所有球员的平均年龄只有18岁，其中还包括三个15岁的球员。
美属萨摩亚一直保持没有失球直到布西亚尼斯在第10分钟依靠角球打破僵局。第12分钟，阿奇·汤普森打进了自己在本场比赛的第一粒进球。一分钟后，他的搭档大卫·日德里奇也打入一球。在第17分钟和第19分钟，托尼·波波维奇连入两元，使得澳大利亚以6比0领先。第25分钟，日德里奇完成了帽子戏法，此时，澳大利亚已经拥有9球的领先优势。在接下来的20分钟，汤普森一共打入6球，并率领球队以16比0的比分领先。上半场，汤普森已经攻入8球，日德里奇也有4球入账。
在上半场打破僵局的布西亚尼斯在第50分钟再度为球队建功，之后不久，他便完成了帽子戏法。汤普森和日德里奇在下半场也分别攻入5球和4球，这使得他们在本场比赛的进球数分别达到了13粒和8粒。奥雷里奥·维德马和西蒙·科洛西莫在本场比赛中梅开二度，替补登场的佛斯托·德·亚米契斯则为球队打进一球。在第86分钟，已经29球落后的美属萨摩亚由帕蒂·斐吉埃完成了他们在本场比赛中的第一脚也是唯一一脚射门，可惜被澳大利亚门将迈克尔·佩特科维奇扑出。
巨大的比分导致了现场记分的错误。在比赛结束以后，赛场的大屏幕打出了澳大利亚以32比0战胜美属萨摩亚，汤普森打进14球。但在统计员重新确认以后，这一结果被更改为了31比0，汤普森的进球总数也从14球变为了13球。比赛结束以后，FIFA公布了官方统计数据，根据裁判和在场官员的报告，本场比赛澳大利亚以31比0获胜，汤普森一共打入13球。

## 记录
澳大利亚31比0战胜美属萨摩亚的比赛打破了两天前由他们创造的国际比赛最大分差胜利记录。此前，他们以22比0的悬殊比分战胜了汤加。这个记录的先前保持者是科威特，他们在2000年亚洲杯的预选赛中20比0击败不丹。 这场比赛同样打破了世界杯最大比分胜利记录，该记录先前的保持者是伊朗，他们在2002年世界杯亚洲区预选赛中19比0大胜关岛。
除了最大分差的记录被打破，许多个人记录在这场比赛后也被改写。澳大利亚的阿奇·汤普森在本场比赛中攻入13球，打破了原先由澳大利亚球员加里·科尔和伊朗人卡里姆·巴盖里共同保持的国际比赛个人单场进球数量记录，在1982年世界杯预选赛澳大利亚对阵斐济以及1998年世界杯预选赛伊朗对阵马尔代夫比赛中，加里·科尔和卡里姆·巴盖里分别为球队打进7球。 在本场比赛中打进8球的大卫·日德里奇紧随汤普森之后，成为国际比赛单场进球第二多的球员。但也有人认为，丹麦的索弗斯·尼尔森和德国的戈特弗里德·福克斯才是国际比赛单场进球数量第二的保持者，他们曾在1908年奥运会和1912年奥运会的一场比赛中攻入10球。 但这些比赛虽然为国际足联所承认，但参赛者均为业余球员。汤普森的记录还平了成人正式比赛的单场最高进球记录，这项记录由约翰·皮特里在1885年的苏格兰足总杯的一场比赛中所创造的。

## 赛后反应

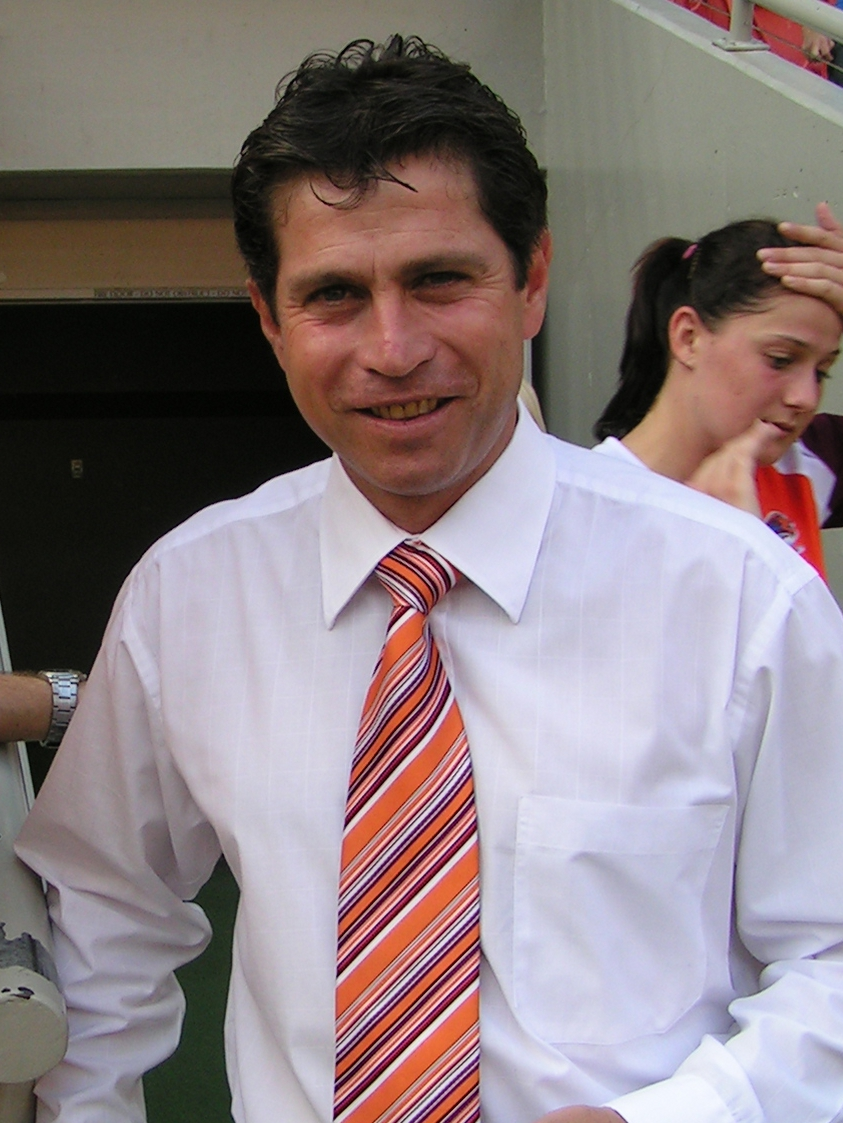
澳大利亚主教练弗兰克·法里纳。

赛后，澳大利亚的主教练弗兰克·法里纳批评了世界杯预选赛的制度并质疑世界杯预选赛是否应该出现这种差距悬殊的比赛。攻入13球的阿奇·汤普森对自己创造了新的记录表示高兴，但是，他也同意法里纳的观点。国际足联发言人基斯·库珀表示同意他们关于比赛的评论以及改制的想法。但大洋洲足协主席巴希尔·斯卡尔塞拉并不认同他们的观点并宣称小球队也有权面对澳大利亚和新西兰这样的球队，正如澳大利亚有权面对巴西和法国一样。
打破世界纪录让我梦想成真，这种事并不是天天都能发生的。但是，你应该看看你的对手，并问问自己：我们需要这样的比赛吗？
为了避免这種強弱懸殊的比赛再度发生，国际足联在2006年世界杯大洋州区的预选赛引入了一项新的赛制，即小球队需要进行初赛，初赛的胜者才能挑战澳大利亚和新西兰。 在2006年底，为了提高在国际比赛中的竞争力，澳大利亚离开大洋洲足协加入亚足联，他们和其他球队的巨大差距是促使他们离开的原因之一。 从2010年世界杯预选赛开始，澳大利亚将和其他亚洲球队争夺进入世界杯的入场券。

## 比赛过后
美属萨摩亚以0比5败给汤加结束了他们的2002年世界杯预选赛旅程。他们以四场比赛57失球并且没有进球排名小组垫底。
澳大利亚在本场比赛后则分别以2比0和11比0的比分战胜斐济和萨摩亚，并以四场比赛66个进球没有失球占据了小组第一。之后，澳大利亚又以6比1战胜了另外一个小组的第一新西兰， 成功晋级洲际附加赛，对手是南美区第五名乌拉圭。最终，他们以总比分1：3落敗，未能出線2002年日韩世界杯。